# Pedro Massacessi
Pedro Massacessi (9 gennaio 1966) è un ex calciatore argentino, di ruolo centrocampista.